# Mark Spencer
Mark Spencer (8 de abril de 1977) es un ingeniero estadounidense, autor original de Gaim, un cliente de mensajería instantánea basado en GTK, del demonio de L2TP "l2tpd", y del sistema PBX de código abierto Asterisk.
Mark Spencer nació en Alabama. Ha sido galardonado con múltiples distinciones, entre las que destaca estar dentro del TOP 30 UNDER 30 de la prestigiosa Inc.com (listado de emprendedores con mayor éxito menores de 30 años). Se graduó en la Universidad de Auburn (al igual que Jimmy Wales, creador de Wikipedia) y creó, entre otros, Asterisk, la centralita de telefonía IP, una plataforma software libre que ha revolucionando el mercado de la telefonía IP.
Tras crear Asterisk, fundó Digium, una empresa que tiene como objetivo seguir desarrollando esta aplicación y las tarjetas de comunicaciones compatibles con Asterisk.
Asterisk es una centralita que aúna tanto la telefonía tradicional como la emergente voz IP respetando y trabajando con estándares mundiales, todo ello a través de software libre. De la mano de Asterisk, el mercado de la telefonía está sufriendo una enorme innovación, tanto en tecnología, como en el modelo de negocio, como en los servicios y posibilidades ofertadas.